# Pivovar Žatec
Žatecký pivovar se nachází ve městě Žatec, v okrese Louny. Firma navazuje na tradici prvního žateckého měšťanského průmyslového pivovaru založeného v roce 1801.

## Vlastnická struktura
Jediným vlastníkem pivovaru je společnost Žatecký pivovar s.r.o. Její stoprocentní podíl vlastnila firma Kordoni Holdings Limited se sídlem v Nikósii na Kypru s neznámými vlastníky. Na začátku dubna 2014 oznámila dánská skupina Carlsberg, že od kyperské společnosti kupuje 51 procent provozovatele pivovaru. To by mělo pomoci s exportem žateckého piva na nové trhy, receptura a výrobní postupy mají být zachovány.
V roce 2022 došlo k ukončení výroby a uzavření pivovaru kvůli vysokým provozním nákladům. Od roku 2023 pivovar funguje jako nový minipivovar vlastněný českou společností Sedmý schod s.r.o.

## Produkty pivovaru
- Žatec světlé (4,1 % vol.)
- Žatec Premium (4,8 % vol.)
- Žatec Export (5,1 % vol.)
- Žatec Dark Label (5,7% vol.)
- Baronka Premium (5,3% vol.)
- Žatec Blue Label (4,6% vol.)

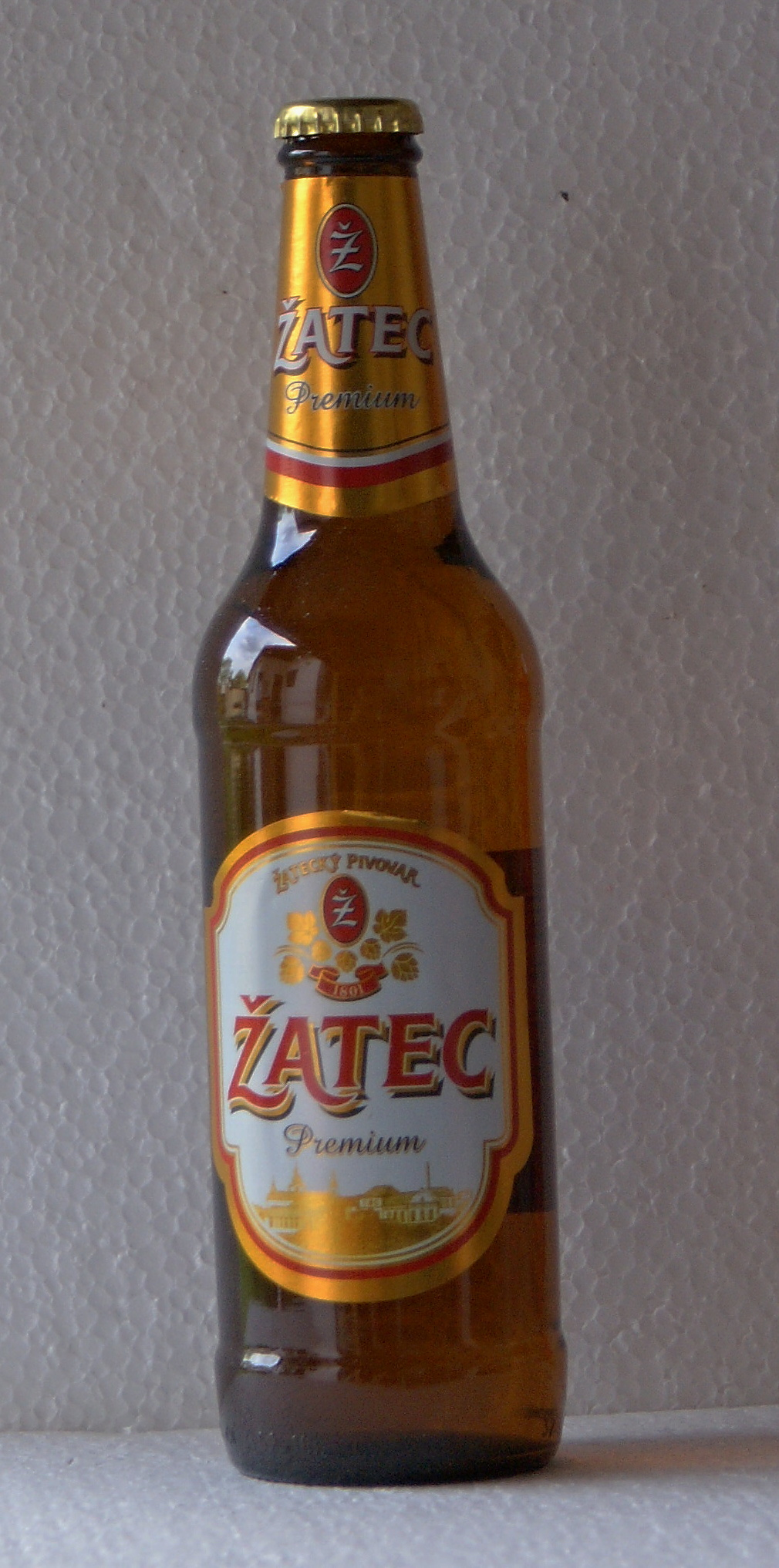
Světlý ležák Žatec Premium, pivovar Žatec

- Celia – bezlepkové pivo (4,5% vol.)
- Celia Dark - tmavé bezlepkové pivo (5,7% vol.)
- Cornish Steam lager (5,1% vol.)
- Sedmý schod (5,5% vol.)
- Plavčík (3,8% vol.)

## Historie
Tradice vaření piva ve městě Žatci je delší než 700 let.
- 1261 Vznik společnosti žateckých právovárečníků.
- 1798 Položení základního kamene průmyslového měšťanského pivovaru.
- 1801 Zahájení vaření piva v měšťanském pivovaru.